# عملیات چرخ‌دستی

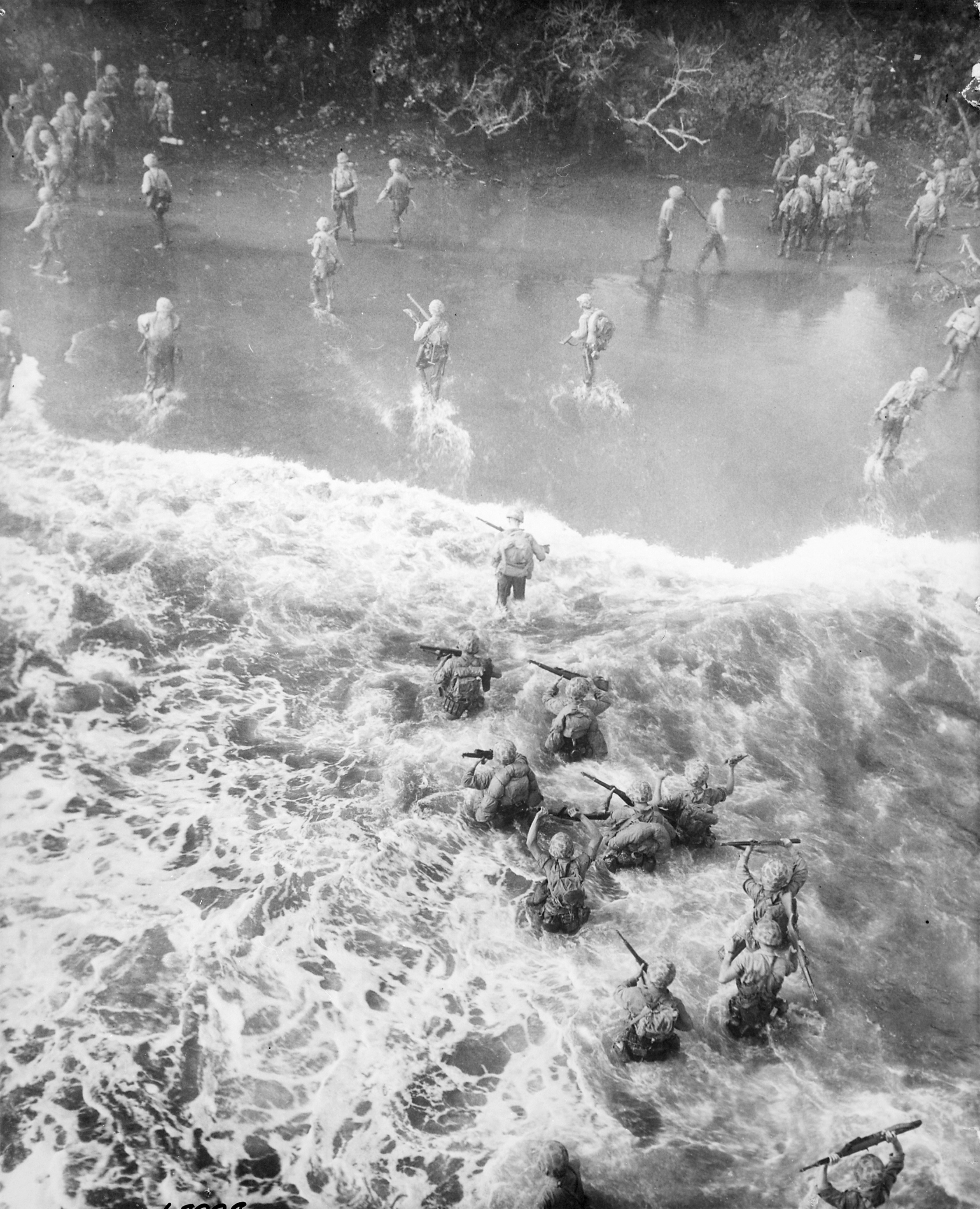
نیروهای متفقین در ساحل کیپ گلاستر.

عملیات چرخ‌دستی (انگلیسی: Operation Cartwheel) (1943–1944) یک عملیات نظامی بزرگ متفقین جنگ جهانی دوم در جنگ اقیانوس آرام، جنگ جهانی دوم بود. چرخ‌دستی عملیاتی با هدف خنثی سازی پایگاه اصلی امپراتوری ژاپن در رابائول بود. این عملیات توسط فرمانده عالی متفقین در منطقه فرماندهی منطقه جنوب غربی اقیانوس آرام (SWPA)، ژنرال داگلاس مک‌آرتور، که نیروهایش در امتداد ساحل شمال شرقی گینه نو و جزایر اطراف را اشغال کرد. نیروهای متفقین از منطقه جنوب اقیانوس آرام، تحت فرماندهی دریادار ویلیام هالزی، از طریق جزایر سلیمان به طرف جزیره بوگنویل پیشروی کردند.